# فرانك فيلدينغ
فرانك فيلدينغ (بالإنجليزية: Frank Fielding)‏ ، من مواليد 4 ابريل 1188 ، لاعب كرة قدم إنجليزي.
و هو يلعب مع نادي بلاكبيرن روفرز.

## روابط خارجية
- فرانك فيلدينغ على موقع الاتحاد الأوربي (الإنجليزية)
- فرانك فيلدينغ على موقع قاعدة بيانات كرة القدم.إي يو (الإنجليزية)
- فرانك فيلدينغ على موقع Soccerbase.com (لاعب) (الإنجليزية)
- فرانك فيلدينغ على موقع Soccerway.com (الإنجليزية)
- فرانك فيلدينغ على موقع عالم كرة القدم.نت (الإنجليزية)
- فرانك فيلدينغ على موقع كووورة